# عمارة رومانسكية مدنية ومحلية

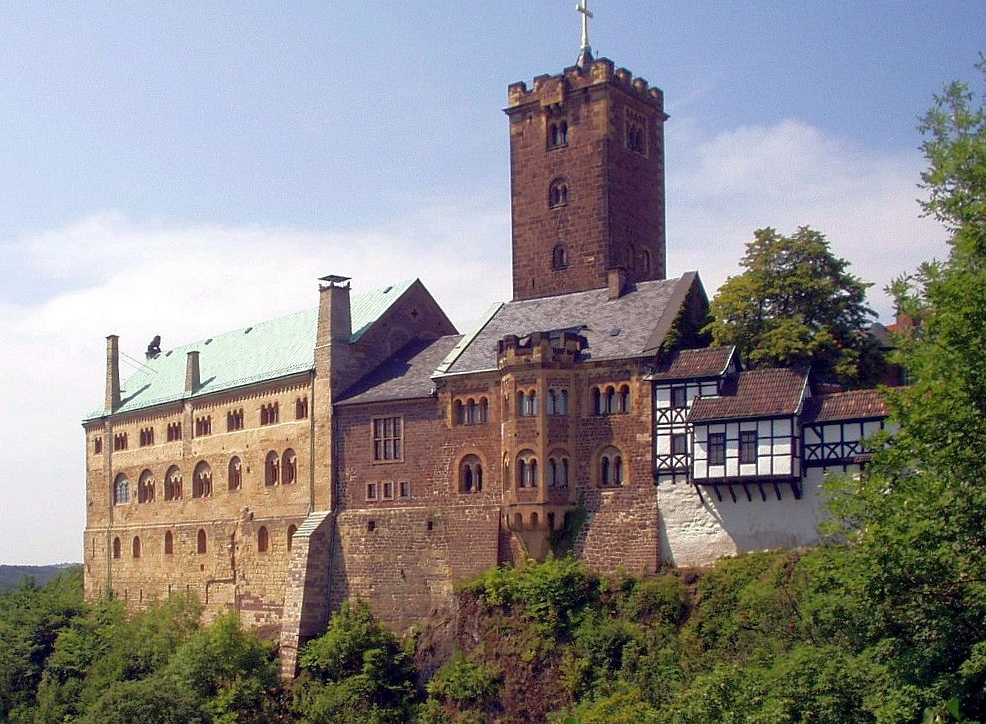

العمارة الرومانسكية هي طراز معماري لأوروبا العصور الوسطى تتميز بأقواس نصف دائرية. عادة يستخدم مصطلح «رومانسكية» للفترة من القرن العاشر إلى القرن الثاني عشر مع استعمال مصطلحي «قبل رومانسكي» و«رومانسكية أولى» للمباني السابقة ذات الخصائص الرومانسكية. يمكن العثور على العمارة الرومانسكية في جميع أنحاء القارة، وهي غنية بالمواد والخصائص الإقليمية، ولكن مع اتساق عام يجعلها أول نمط معماري أوروبي منذ العمارة الرومانية الإمبراطورية. يشار إلى النمط الرومانسكي في إنجلترا تقليديًا باسم العمارة النورمانية.
المباني الرومانسكية الناجية الأكثر شيوعًا هي الكنائس، التي ما يزال العديد منها قائمًا وسالمًا إلى حدٍ ما وتستخدم كثيرًا. بُنيت العديد من هذه الكنائس كأديرة لخدمة المجتمعات الدينية. تشكل أماكن المعيشة والمباني الرهبانية الأخرى لهذه الأديرة جزءًا هامًا من العمارة المحلية المتبقية من فترة الرومانسيك.
النوع الثاني الأكثر شيوعًا من المباني الرومانسكية الناجية هو القلاع، وغالبيتها محطمة نتيجة للحرب، أو نتيجة ممارسات تفكيك القلاع التي تستخدم لاحقًا في الانتفاضات. نجا أيضًا عدد من القصور الإمبراطورية المدمرة أو التي عُدلت كثيرًا في ألمانيا وألزاس، بعضها داخل جدران القلاع، وبعضها الآخر غير محصن.
تشمل أمثلة العمارة المحلية النقية القاعة الكبرى لقصر محصن في إنجلترا، وعدد صغير من منازل المدينة الكبيرة في فرنسا وألمانيا والعديد من القصور في البندقية. تنتشر العديد من المنازل الصغيرة في جميع أنحاء أوروبا، وغالبًا ما تُعدل بشكل كبير عن طريق إدخال نوافذ لاحقة، وأحيانًا دون تسجيل أو اعتبار لقدمها.

## تاريخها

### أصلها
كانت العمارة الرومانسكية أول أسلوب مميز ينتشر عبر أوروبا منذ الإمبراطورية الرومانية. تطورت عمارة الطراز الرومانسكي بشكل متزامن في شمال إيطاليا، وأجزاء من فرنسا، وفي شبه الجزيرة الإيبيرية في القرن العاشر.

### السياسة والدين
كانت فترة الرومانسيك وقت صراع متكرر. تأثر جزء كبير من أوروبا بالإقطاع حيث كان الفلاحون يحوزون على الأرض التي يزرعونها من الحكام المحليين مقابل الخدمة العسكرية والتوظيف في مشاريع البناء. أدى هذا إلى بناء القلاع في نقاط إستراتيجية، إذ بني العديد منها كمعاقل للنورمان، أحفاد الفايكنج الذين غزوا شمال فرنسا في عام 911. شهد غزو إنجلترا من قبل ويليام، دوق نورماندي، في عام 1066، بناء القلاع والأديرة التي عززت حضور النورمان. أدت الصراعات السياسية أيضًا إلى تحصين العديد من المدن، أو إعادة بناء الجدران التي بقيت من العصر الروماني وتقويتها. واحدة من أبرز التحصينات الباقية هي تلك في مدينة كاركاسون. أدى إغلاق المدن إلى نقص في مساحة المعيشة داخل الجدران، وأنتج نمط من المنازل المستقلة الطويلة والضيقة، وغالبًا ما كانت تحيط فناءات جماعية، كما هو الحال في سان جيمينيانو في توسكانا.

## خصائصها

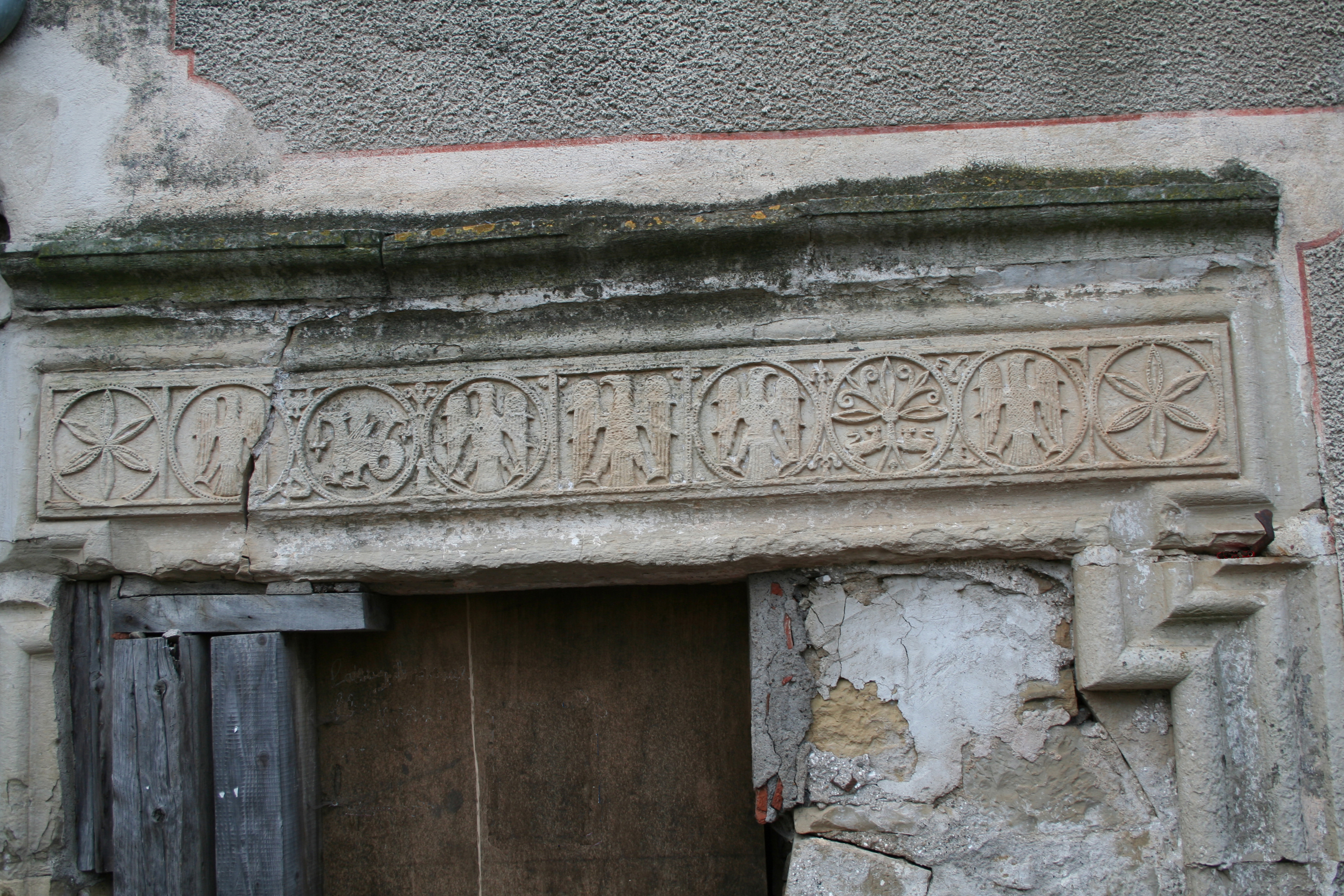
فيلماني عتب أرجنتيني

### الجدران والمواد
بنيت معظم المباني المنزلية في فترة الرومانسيك من الخشب، أو جزئيا من الخشب. في البلدان الاسكندنافية، غالبًا ما كانت المباني بالكامل من الخشب، بينما في أجزاء أخرى من أوروبا، كانت المباني «نصف خشبية»، شيدت بإطارات خشبية، ومساحات مليئة بالحصى والأغصان والجص، أو غيرها من المواد التي تُجصص بعد ذلك. كان الحجر يستخدم غالبًا في الطوابق السفلية. تختلف مواد البناء بشكل كبير عبر أوروبا، بناءً على أنواع الحجر وتقاليد البناء المحلية.

### الأقواس، والأروقة، والدعامات، والأعمدة
دائمًا ما تكون الأقواس في العمارة المنزلية في جميع أنحاء أوروبا خلال هذه الفترة شبه دائرية، مع استثناءات وحيدة في المباني الفخمة في صقلية حيث تأثرت العمارة النورمانية بالأسلوب الإسلامي. تقع الأروقة (صفوف الأقواس) في داخل المباني الكبيرة مثل القاعة العظيمة للقلعة، التي تدعم أخشاب السقف أو الطابق العلوي. تُستخدم الممرات أيضًا لإنشاء الأديرة واللوجيا (بالإنجليزية: loggias)‏. تحقق الممرات غرضًا هيكليًا بشكل عام، ولكنها تستخدم أيضًا كميزة زخرفية، داخليًا وخارجيًا.
في العمارة المحلية الرومانية، كانت الأروقة مدعومة في الغالب على دعامات. بنيت من حجارة البناء، وهي ذات مقطع مربع أو مستطيل، وبصفة عامة لها قولبة أفقية تمثل التاج عند منتصف القوس. استخدمت الأعمدة أيضًا لدعم الأروقة والأقبية، ولكنها سمة من سمات القصر والعمارة المدنية والرهبانية، بدلاً من المنازل الأصغر. تستخدم الأعمدة والأذرع المركبة هيكليًا وللتزيين. عادةً ما يُقطع التاج الموجود أعلى العمود فيكون مستديرًا في الأسفل، حيث يجلس على العمود، ومربعًا في الأعلى حيث يدعم القوس. قد يكون التاج غير مزخرف، أو قد يكون له نقش ورقي أو رمزي.

### الأقبية والسقوف
استخدمت الأخشاب على نطاق واسع في البناء. غالبية المباني بها أسطح خشبية مفتوحة. عندما يحتوي المبنى على سقوف حجرية أو سراديب، يمكن أن يكون الطابق السفلي مقببًا، مع عقد برميلي أو صليبي. توجد المساحات المنزلية المقببة بشكل خاص في المباني الرهبانية والقلاع والقصور حيث وُظف عمال بناء خبراء ومهرة. في نهاية الفترة، وظّفت المساحات المقببة في المباني الرهبانية العقود المضلعة، واستخدمت في كنائس الدير.

### الأبواب والنوافذ
غالبًا ما تكون الأبواب ضيقة والنوافذ صغيرة مربعة، وتُسد بواسطة أسكفية من الحجر الصلب يمكن دعمها على أقواس الإسقاط. احتفظت بعض المباني الحجرية بالأسكفيات الخشبية. تعلو المداخل والنوافذ الأكبر حجمًا أقواس نصف دائرية، مثل الأروقة والأقبية. غالبًا ما توضع مداخل كبيرة في المساكن الأكثر تفصيلًا ضمن ثلاثة أُطر أو قوالب، ويمكن أن تحتوي أيضًا على طنف أو أعمدة وتيجان، كما هو الحال في منزل اليهود في لينكولن. غالبًا تعين النوافذ المربعة في مجموعات، مع اثنين أو ثلاثة تحت أسكفية واحدة. غالبًا تقترن النوافذ المستديرة بقوس سفلي عريض، يفصل بينها حجارة أو أعمدة. يوجد في صقلية عدد من القصور والكنائس استخدم فيها القوس المدبب خلال هذه الفترة، وهي مأخوذة من العمارة الإسلامية على ما يبدو.

### الزخرفة والنحت المعماري
غالبًا ما تكون المباني الحجرية مزخرفة بمداميك بارزة قد تكون شرائح مسطحة أو قوالب مستديرة. تنقش في بعض الأحيان بأنماط، وخاصة شيفرون. قد يكون المدخل المقوس الذي يوضع في جدار سميك متراجعًا بعمق، ولديه ثلاثة أُطر حوله أو أكثر. تحتوي المداخل أحيانًا على أعمدة صغيرة ذات تيجان صغيرة، وتوجد أيضًا في العوارض التي تقسم النوافذ المزدوجة. في بعض الأحيان تُنحت التيجان والطنف بزخارف أو أشكال نباتية.

### اللون
استخدم اللون بعدة طرق لتحسين المباني خلال هذه الفترة. يمكن تلوين الجدران المطلية بالطين، مع انتشار أنماط متنوعة في مناطق مختلفة. كانت المباني الحجرية تحتوي أحيانًا على تفاصيل خارجية تُنتقى بالألوان. غالبًا ما تشيد المباني في إيطاليا باستخدام أشرطة متناوبة من الطوب والحجر. في البندقية، كانت قصور العائلات الثرية تحتوي على قشور من الرخام تتناقض مع الجص المطلي. داخليًا، استُخدمت أسطح الجدران الكبيرة والعقود المنبسطة والمنحنية في العصر الروماني لعمل جداريات، وعُثر على آثارها في القلاع والمنازل الغنية. ومع ذلك، فإن الغالبية العظمى من هذه اللوحات -مثل المباني نفسها- دُمرت خلال إعادة البناء والزخرفة، وبسبب الرطوبة والحرب والإهمال وتغيير الموضة. نجت استثناءات قليلة للزخرفة المدنية لأنها كانت في رعاية الكنيسة في الغالب. من الأمثلة الناجية النادرة عالية الجودة لوحات من أرلانزا في إسبانيا تنتشر الآن إلى المتاحف في برشلونة وأمريكا. تأتي هذه اللوحات الجدارية -التي يبلغ عددها حوالي 1210- من دير، ولكن ذات جوهر مدني، ويُفترض تشابهها لتلك الموجودة في بعض القصور. هناك عدد من الحيوانات الضخمة والأسطورية الضخمة التي تعكس عالم شعارات النبالة والأساطير المضيئة.